# Condado de Sevier (Arkansas)
O Condado de Sevier é um dos 75 condados do estado norte-americano do Arkansas. A sede de condado é De Queen, que é também a maior cidade.
O condado possui uma área de 1 505 km² (dos quais 45 km² estão cobertos por água), uma população de 15 757 habitantes, e uma densidade populacional de 11 hab/km² (segundo o censo nacional de 2000).
O condado foi fundado em 22 de outubro de 1828.